# Route nationale 2 (La Réunion)
Pour les articles homonymes, voir Route nationale 2.
La route nationale 2 est un axe routier majeur de l'île de La Réunion, un département d'outre-mer français dans l'océan Indien. Elle relie Saint-Denis à Saint-Pierre en 127 kilomètres en passant par toutes les communes littorales des côtes est et sud, au total 11 communes : Saint-Denis, Sainte-Marie, Sainte-Suzanne, Saint-André, Bras-Panon, Saint-Benoit (Sainte-Anne), Sainte-Rose, Saint-Philippe, Saint-Joseph, La petite-île et Saint-Pierre. La section de cette route appelée route des Laves, allant de Sainte-Rose à Saint-Philippe, a la particularité d'avoir été coupé à plusieurs reprises par une coulée de lave lors d'éruptions importantes du Piton de la Fournaise. Des "aires de repos" sont présentes sur cette portion de route afin d'observer les différentes coulées qui ont coupé la route (coulée d'Avril 2007 par exemple). Toutes les éruptions n'atteignent pas cette route nationale 2, bien souvent les coulées restent en altitude, quand même visible, la nuit, depuis la route. 